# Nederlandse kampioenschappen schaatsen afstanden 2009 - 500 meter mannen
De Nederlandse kampioenschappen schaatsen afstanden 2009 - 500 meter mannen worden gehouden op vrijdag 31 oktober 2008. Het kampioenschap bestaat uit twee 500 meters, alle rijders starten één keer in de binnenbaan en één keer in de buitenbaan. Er zijn vijf plaatsen te verdelen voor de Wereldbeker schaatsen 2008/09. Er zijn op deze afstand geen rijders met een beschermde status. Titelverdediger is Jan Smeekens die de titel pakte tijdens de Nederlandse Kampioenschappen Schaatsen Afstanden 2008

## Statistieken

### Uitslag
| #      | Schaatser          | 1e run   | 2e run   | Totaal  |
| ------ | ------------------ | -------- | -------- | ------- |
| Goud   | Jan Smeekens       | 35,38    | 35,25    | 70,630  |
| Zilver | Simon Kuipers      | 35,48    | 35,39    | 70,870  |
| Brons  | Mark Tuitert       | 35,46 PR | 35,51    | 70,970  |
| 4      | Stefan Groothuis   | 35,71 PR | 35,47 PR | 71,180  |
| 5      | Beorn Nijenhuis    | 35,60    | 35,71    | 71,314  |
| 6      | Jacques de Koning  | 35,61    | 35,70    | 71,315  |
| 7      | Lars Elgersma      | 35,70    | 35,76    | 71,460  |
| 8      | Jan Bos            | 35,81    | 35,71    | 71,520  |
| 9      | Ronald Mulder      | 35,82 PR | 35,89    | 71,710  |
| 10     | Michael Poot       | 36,02 PR | 35,96 PR | 71,970  |
| 11     | Sjoerd de Vries    | 36,01    | 36,02    | 72,030  |
| 12     | Sietse Heslinga    | 36,01    | 36,09    | 72,100  |
| 13     | Jesper Hospes      | 36,03    | 36,17    | 72,190  |
| 14     | Remco Olde Heuvel  | 36,17    | 36,07    | 72,240  |
| 15     | Erben Wennemars    | 36,09    | 36,18    | 72,270  |
| 16     | Ronald van Slooten | 36,40    | 36,04    | 72,440  |
| 17     | Michel Mulder      | 36,35    | 36,21    | 72,560  |
| 18     | Pim Brusche        | 36,56    | 36,48    | 73,040  |
| 19     | Tim Salomons       | 36,43    | 36,69    | 73,120  |
| 20     | Stevin Hilbrands   | 36,84    | 36,93    | 73,770  |
| 21     | Pim Schipper       | 36,40    | 37,42    | 73,820  |
| 22     | Jesper van Veen    | 36,83 PR | 37,23    | 74,060  |
| 23     | Hein Otterspeer    | 36,91 PR | 37,36    | 74,270  |
| 24     | Maarten Hitman     | 36,33 PR | 1.10,69  | 107,020 |

- Volledige Uitslag (pdf-formaat)[dode link]

### Loting 1e 500 m
| Rit | Binnenbaan        | Buitenbaan         |
| --- | ----------------- | ------------------ |
| 1   | Michel Mulder     | Hein Otterspeer    |
| 2   | Maarten Hitman    | Michael Poot       |
| 3   | Jesper van Veen   | Stevin Hilbrands   |
| 4   | Pim Brusche       | Pim Schipper       |
| 5   | Sietse Heslinga   | Remco Olde Heuvel  |
| 6   | Beorn Nijenhuis   | Ronald van Slooten |
| 7   | Ronald Mulder     | Sjoerd de Vries    |
| 8   | Tim Salomons      | Jesper Hospes      |
| 9   | Jacques de Koning | Simon Kuipers      |
| 10  | Erben Wennemars   | Lars Elgersma      |
| 11  | Stefan Groothuis  | Mark Tuitert       |
| 12  | Jan Smeekens      | Jan Bos            |

- Volledige Loting 1e 500 m (pdf-formaat)[dode link]

### Ritindeling 2e 500 m
| Rit | Binnenbaan         | Buitenbaan        |
| --- | ------------------ | ----------------- |
| 1   | Hein Otterspeer    | Jesper van Veen   |
| 2   | Stevin Hilbrands   | Pim Brusche       |
| 3   | Pim Schipper       | Tim Salomons      |
| 4   | Ronald van Slooten | Michel Mulder     |
| 5   | Remco Olde Heuvel  | Maarten Hitman    |
| 6   | Michael Poot       | Erben Wennemars   |
| 7   | Jesper Hospes      | Sietse Heslinga   |
| 8   | Sjoerd de Vries    | Ronald Mulder     |
| 9   | Jan Bos            | Stefan Groothuis  |
| 10  | Lars Elgersma      | Jacques de Koning |
| 11  | Simon Kuipers      | Beorn Nijenhuis   |
| 12  | Mark Tuitert       | Jan Smeekens      |

- Volledige Loting 2e 500 m (pdf-formaat)[dode link]

1987 · 
1988 · 
1989 · 
1990 · 
1991 · 
1992 · 
1993 · 
1994 · 
1995 · 
1996 · 
1997 · 
1998 · 
1999 · 
2000 · 
2001 · 
2002 · 
2003 · 
2004 · 
2005 · 
2006 · 
2007 · 
2008 · 
2009 · 
2010 · 
2011 · 
2012 · 
2013 · 
2014 · 
2015 · 
2016 · 
2017 · 
2018 · 
2019 · 
2020 · 
2021 · 
2022 · 
2023 ·
2024 · 
2025